# Lipotriches lactinea
Lipotriches lactinea là một loài Hymenoptera trong họ Halictidae. Loài này được Vachal mô tả khoa học năm 1903.